# Chondroplea populea
Chondroplea populea là một loài Ascomycetes trong họ Valsaceae. Loài này được Sacc. & Briard Kleb. miêu tả khoa học đầu tiên năm 1933.
Đây là loài gây hại của các cây trong chi Populus, phát triển phổ biến ở Trung Quốc.